# Урбан Руснак
Урбан Руснак (9 вересня 1967) — словацький дипломат та науковець. Надзвичайний і Повноважний Посол Словаччини в Києві (2005-2009).

## Біографія
Народився 9 вересня 1967 року. У 1990 році закінчив Московський інститут нафти та газу. Вільно володіє іноземними мовами: англійською, російською, турецькою, угорською, українською та французькою.
У 1990 — 1992 — працював в Інституті геології Словацької академії наук, м.Братислава. 
У 1992 році — працював у Міністерстві закордонних справ Чехословацької Федеративної Республіки, м.Прага.
У 1993 — 1994 рр. — заступник начальника Другого територіального управління МЗС Словаччини.
У 1994 — 1998 рр. — заступник посла Словацької Республіки в Туреччині, м.Анкара.
У 1998 — 1999 рр. — управління аналізу і планування МЗС Словаччини.
У 1999 — 2000 рр. — директор Словацького інституту міжнародних досліджень, м.Братислава.
У 2000 — 2003 рр. — виконавчий директор «Міжнародного Вишеградського фонду».
З 2003 по лютий 2005 року — заступник начальника Управління аналізу і планування МЗС Словацької Республіки.
З лютого 2005 по травень 2009 — Надзвичайний і Повноважний Посол Словаччини в Україні, м.Київ.
29 листопада 2011 року Урбан Руснак був обраний генеральним секретарем Енергетичної Хартії.

## Викладацька діяльність
Крім професійної участі в міжнародних відносинах, Руснак викладає та є автором професійних статей з питань міжнародних відносин, енергетичної безпеки та розвитку. Він викладав в Київському слов'янському університеті (2005-2009 ) і факультеті міжнародних відносин Економічного університету в Братиславі (2000-2003). Він був також головою редакційної ради Словацького Інституту міжнародних досліджень (2000-2003), головним редактором для журналу МЗС з міжнародних питань (1998-1999) і є автором або співавтором кількох статей, таких як «Сприяння розвитку та співробітництва", в редакції Словацької Асоціації зовнішньої політики.